# Феодосий Кавказский
Феодо́сий Кавка́зский (в миру Фёдор Фёдорович Ка́шин; 4 (16) ноября 1868 (по другим данным 3 (15) мая 1841), Пермская губерния, Российская империя — 8 августа 1948, Минеральные Воды, Ставропольский край, РСФСР, СССР) — иеросхимонах Русской православной церкви, служивший на Афоне, в Константинополе, Иерусалиме, Кубани, Кавказе. Руководитель женской монашеской общины. С 1927 года примыкал к непоминающим, однако не подчинялся какому-либо центру непоминающих, живя крайне замкнутой жизнью.
Основным источником биографических сведений о нём являются воспоминания женщин, живших при нём, которых он постриг в монахи, а также воспоминания десятков духовных детей Феодосия и их потомков. Многое в биографии Феодосия Кавказского остаётся неясным или искажённым. Научной монографии, посвящённой ему, до сих пор не написано.
В 1995 году был канонизирован в Ставропольской епархии Русской православной церкви по инициативе митрополита Гедеона (Докукина) как местночтимый святой. Почитаем также рядом истинно-православных юрисдикций.

## Биография

### Дата рождения и детство

Справка о смерти Феодосия (Кашина) с указанием его возраста — 107 лет

Согласно житию преподобного, изданному по благословению митрополита Гедеона, Феодор Феодорович Кашин родился 3 (15) мая 1841. В этот день Церковь празднует память преподобного Феодосия, игумена Киево-Печерского. Эти данные основаны на «Справке о смерти», составленной ЗАГС города Минеральные Воды Ставропольского края, в ней указан возраст Кашина Феодосия Федоровича на момент кончины — 107 лет.
Точное место рождения Феодосия не установлено. В путеводителе «Спутник русского паломника по Афону» за 1905 год, говорится, что он родился в Пермской губернии. По мнению историка Петра Агафонова, наиболее вероятным местом его происхождения следует считать Верхнекамье, то есть Соликамский уезд, в котором был город Дедюхин. Хотя фамилия Кашин встречается нередко, именно в Дедюхине она распространена более всего на Урале
Краткое житие, опубликованное на сайте Православие.ру приводит такие данные о его детстве: «Родители его, Фёдор и Екатерина, были благочестивые и глубоко верующие христиане и, несмотря на бедность и многодетность, приучали детей жить благочестиво. С молоком матери впитывал будущий великий подвижник слова псалмов и песнопений».
Согласно житию, ещё мальчиком Фёдор уходил в лес и подолгу молился на большом камне. Однажды во время молитвы ему был голос: «Камень, на котором ты стоишь, раев». С тех пор он называл его «раев камень».

### На Афоне
Достоверно известно, что он уехал на Афон.
Согласно житию, изданному по благословению митрополита Гедеона (Докукина), Фёдор Кашин попал на Афон ещё в детстве. Он там обучался грамоте, греческому языку, безропотно нёс монастырские послушания, разговаривал лишь в случае крайней необходимости. Когда Фёдору исполнилось четырнадцать лет, в Иверский монастырь приехал некий российский генерал. Он привёз в Грецию больную жену, одержимую нечистым духом. Оставив её на судне, генерал обратился к игумену с просьбой отыскать среди братий молодого послушника, так как супруга получила во сне откровение, что именно он сумеет исцелить это тяжёлое духовное заболевание. Игумен велел позвать Фёдора, и как только тот подошёл, женщина закричала хриплым голосом: «Вот этот меня изгонит». Настоятель благословил юного послушника поститься три дня, а также взять Казанскую икону Богородицы и полить её водой. Эту воду по прошествии трёх дней Фёдор принёс с игуменом на корабль. Настоятель Иверской обители отслужил в каюте молебен, больную напоили святой водой и тяжёлые приступы беснования оставили её. Игумен спросил юношу: «Кому ты молишься, что так сильна твоя молитва?» — «Золотенькой Божией Мамочке».
В кратком житии на сайте Православие.ru со ссылкой на Архив Управления ФСБ РФ по Краснодарскому краю говорится, что он «направил свои стопы в Святую Гору Афон» в 1889 году. То есть ему на тот момент был 20-21 год.
На Афоне, согласно путеводителю «Спутник русского паломника по Афону» за 1905 год, он поселился в келии Честного Пояса Богоматери, принадлежащей Иверскому монастырю, где и принял постриг Келиями на Афоне называют обширные монашеские поселения с возделываемым участком земли.
Узнав, что Фёдор не является сиротой, настоятель велел ему вернуться домой и взять у родителей благословение на постриг. Юноша добрался до Пермского края, разыскал отца и мать. Фёдор и Екатерина благословили сына Казанской иконой Богородицы, после чего он вернулся на Святую Гору, где вскоре был пострижен в схиму с именем Феодосий.
Митрополит Нил (Смирниотопулос), бывший Карпатский и Касский, рукоположил Феодосия в священный сан с позволением принимать исповедь, о чём выдал справку от 14 декабря 1897 года.
Данную справку опубликовала в своей книге православная писательница, сотрудница Издательского дома "Литературная учеба" Анна Ильинская с пометкой : «Этот документ (перевод с греческого) получен автором в благочинии Кавказских Минеральных Вод в марте 1997 года».

По письменному приглашению достопочетных Выборных Старцев Священного Иверского Монастыря отправившись в подведомственную монастырю келлию /Честный Пояс/ почтенного Старца, русского уроженца, иеромонаха Иоанникия, двенадцатого декабря тысяча восемьсот девяносто седьмого года мы рукоположили в Св. Храме /Честный Пояс Божия Матери/ благодатию Всесвятого Духа по церковному чину, согласно Божественным и Священным правилам Матери нашей Церкви и по предварительному письменному свидетельству и одобрению на возведение на такой сан Духовного его старца Иоанникия, — в чтецы, иподиаконы, диаконы и священники, русского уроженца, послушника названного старца, преподобнейшего Феодосия, твердо держащегося православного учения и ведущего беспорочную жизнь и всеми за таково[го] признаваемого. А так как вышеназванный священник имеет все качества, требуемые для духовника, то посему даем ему позволение исповедовать помыслы желающих приступить к исповеди и как с духовным смотрением устроять покаяние и спасение их, соразмерно силе каждого; и возводимых в сан священства он обязан испытывать и исследовать обстоятельно, как того требует Апостольский и Соборный Закон. Дозволяется же ему постригать и в монахи с испытанием их и быть их восприемником. В удостоверение действительности его священства выдали мы настоящее свидетельство ему, упомянутому иеромонаху Феодосию. На Святой Афонской Горе 14 декабря 1897. Митрополит Нил, бывший Карпатский и Касский
В путеводителе «Спутник русского паломника по Афону» за 1905 год сказано, что в 1901 году скончался настоятель келии иеромонах Иоанникий и «ему наследствовал по преемственному праву его ученик иер[омонах] Феодосий».

### Уход с Афона
Из житий, составленных почитателями Феодосия известно, что он вынужден был покинуть Афон. Согласно Ильинской, Феодосий прослужил в Константинполе 5 лет, пользуясь всеобщей любовью и раздавая нищим и больным деньги, полученные от вельмож. Это, как пишет Ильинская, не понравилось царю, и тогда Феодосий с разрешения царя, отправился в Иерусалим. Эти сведения повторяются и в других житиях. Далее, согласно Ильинской, из Иерусалима он вернулся на Афон, затем вновь отбыл в Иерусалим. Но в упоминавшемся выше путеводителе «Спутник русского паломника по Афону» за 1905 год сказано, иеромонах Феодосий «на Афон прибыл более двадцати лет назад, где и живёт безвыездно в обители Пояса Богоматери».
В Константинополе иеромонах Феодосий действительно служил, устроив там подворье своей келии, за что получил выговор со стороны Константинопольского патриарха. В журнале «Православный собеседник» за 1905 год на стр. 678—681 размещён материал «С православного востока», где было написано:

Настоятель русской посольской церкви в Константинополе архимандрит Иона, в своих письмах о церковных делах Востока, изданных в 1903 году отдельной книгой под заглавием «Свет с Востока», сообщает, между прочим, что в мае 1902 года он получил от Его Святейшества Патриарха Константинопольского, чрез его личного секретаря, такого рода бумагу: просят Высокопреподобнейшаго архимандрита Иону соблаговолить увещать иеромонаха Феодосия из афонской келлии Честнаго Пояса, чтобы он исправился, потому что непослушен: совершает у себя дома литургии без разрешения и благословения, не слушает советов церковных, поддаётся обманчивым обещаниям мошенников, эксплуатирующих его. Совершение обедни в его доме было запрещено. Как старец келлии, он должен был находиться на Афоне во главе своей братии, а не здесь в Константинополе. Келлии не могут иметь подворий.
По-видимому, именно там он познакомился с 15-летней Татьяной Никитиной, которую уговорил поехать с собой на Афон. Однако согласно книге Ильинской, их знакомство произошло в Иерусалиме: «Духовные чада рассказывают, что во время пребывания батюшки в Иерусалиме на поклонение святым местам приехали из станицы Платнировской мать с дочерью Татьяной. Близко общавшийся с соотечественниками, прозревающий духовные судьбы их, о. Феодосий благословил 14-летнюю девицу остаться здесь в монастыре».
Поступок Феодосия обернулся громким скандалом, освещавшийся как в русской церковной, так и греческой периодике. Как писал Павел Троицкий, «Греческая печать „выжала“ из этой истории всё, что только представлялось возможным. Только газета „Константинополис“ писала об этом 3, 12, 13 и 21 сентября 1905 г». В упомянутом выше материале из журнала «Православный собеседник» было написано:

В 42 номере официального органа константинопольской патриархии «Εκκλησιαστική Αλήθεια» за настоящий год помещено, между прочим, постановление «Кинота» святой Горы, утвержденное Синодом Великой Церкви 18 октября сего года, по делу о русском иеромонахе — настоятеле афонской кельи Честного Пояса Феодосии, скомпрометировавшем себя небывало-смелым и возмутительным нарушением основных законоположений монашеской жизни и свято-хранимых на Афоне, наиболее дорогих для него традиций. Фактическая сторона этого дела, отмеченного уже, если не ошибаемся, и в некоторых русских газетах, слишком проста и несложна. «Келлиот Афона» — иеромонах Феодосий, располагающий довольно крупными средствами, но лишённый, очевидно, прочной внутренней аскетической настроенности, отвыкший от строгого монашеского режима, благодаря своим постоянным наездам в Константинополь, где он незаконно имел «подворье», задумал разделить своё тяжкое одиночество на Афоне сожительством с женщиной, для чего приглядел временно проживающую в Константинополе астраханскую мещанку Татьяну Никитину — девицу 25 лет. Завязав с нею сношения, он уговорил её уехать с ним на Афон. Чтобы скрыть её пол, (так как вход женщинам на святую Гору не допускается), он заставил её переменить костюм, остричь волосы, достал ей, при содействии своих сожителей по афонской келье и слишком покладистых и податливых на деньги турецких чиновников, мужской паспорт и в таком виде отправил её на Афон. 24 августа этого года Никитина сошла на берег Афона. Своим нежным, цветущим, слишком уж не мужским видом она не переставала однако обращать на себя внимание посторонних лиц. Секрет был раскрыт. Удалённая с Афона, она по телеграфу просила себе прощения и снисхождения у Кинота Св. Горы, обвиняя во всём происшедшем одного Феодосия. Не трудно понять какое, до болезненности — тяжёлое удручающее впечатление должен был произвести на монахов Афона и, в частности, на Кинот Горы этот поступок русского иеромонаха.

### Жизнь в Иерусалиме и возвращение в Россию
В краткой биографии на сайте Православие.ру говорится, что «С 1909 по 1913 года будущий исповедник совершал паломничество в Святой Град Иерусалим, где неоднократно служил у Гроба Господня». Как бывшему настоятелю греческой афонской келлии, владеющему греческим языком, иеромонаху Феодосию позволялось сослужить священникам Иерусалимской православной патриархии в храме Гроба Господня, при том, что он, не был членом Святогробского братства.
В Иерусалиме он принял великую схиму с оставлением того же имени.
Живя в Иерусалиме, он познакомился с неким, не названным в житии по имени, отставным генералом, который предложил ему вернуться в Россию: «Там с ним познакомился помещик из станицы Платнировка, отставной генерал, прибывший в начале XX века поклониться Гробу Господню. Взяв на себя хлопоты по возвращению иеросхимонаха Феодосия на Родину, генерал получил документы на выезд в Россию старца».
С 6 июля 1912 года проживал на станции Кавказской.
Вошёл в состав Союза русского народа. Сохранилось удостоверение от 15 декабря 1915 года, выданное иеросхимонаху Феодосию (Кашину) главным советом Всероссийского дубровинского союза русского народа. Согласно документу, Феодосий получил право на открытие отделов Союза в пределах Кубанской области.

### «Пустынька» Феодосия на Кубани
Затем Феодосий покидает имение Платнировку. Он служит как иеромонах на Ставрополье во Второафонском Успенском скиту на горе Бештау, затем на Кубани — в станице Кавказская, хуторе Романовский (ныне г. Кропоткин). В Краснодарском крае поселился вблизи монастыря в местечке «Тёмные Буки». Позже он переселился ближе к хутору Горный, что в трёх километрах южнее и в 27 километрах от Крымска. Там он основал пустыньку — малый скит, построил небольшой деревянный храм. К Феодосию потянулись ученики, сформировалась женская монашеская община. Они помогали ухаживать за козами, содержать пасеку. Все деревянные постройки «дедушка» создавал сам, с помощью топора. «Топили дровами, дедушка сам рубил, Выходил с топором в любую погоду босой» — вспоминает духовная дочь монахиня Александра. В пустыньке были домики- келлии: Ростовская, Кавказская, Новороссийская. Люди, приезжавшие из этих мест останавливались в соответствующих келлиях. Дедушка знал много языков. Кто бы ни приехал, он со всеми на их языке разговаривал, с молдаванами, грузинами, армянами". В этот период началось старческое служение отца Феодосия и проявились его духовные дарования — дар прозрения, духовного рассуждения, исцеления. На приём к подвижнику за духовным советом собиралось много паломников. Нередко преподобный отвечал людям на ещё не заданный вопрос. По воспоминаниям монахинь — духовных чад старца здесь ему явилась Божья Матерь, повелевшая всех приходящих поить целебной водой из источника ключевой воды, который забил вскоре после Её явления. Поныне Пустынь Феодосия Кавказского является известным местом паломничества для христиан Кавказского региона. «Батюшка принимал большое количество людей — жаждущих и страждущих, больных телесно и духовно. Рядом с пустынькой, по молитвам отца Феодосия, забил из-под земли целебный источник, вода из которого исцеляла даже самых запущенных в медицинском отношении больных, потерявших всякую надежду на выздоровление» — свидетельствует один из биографов св. Феодосия писатель В. П. Филимонов.
В «Житии» Феодосия, подготовленном Сергеем Шумило, говорится «В пустыни, в ущелье на большом камне старец Феодосий молился, не сходя с него, 7 дней и ночей, чтобы Господь указал ему, где должно построить церковь. Ему явилась Матерь Божия и указала место, где должен быть храм и просфорня. На этом месте зеленел барвинок, и до сего дня те два места покрыты барвинком, а больше его нигде нет в ущелье».
Как писала Людмила Брешенкова, основываясь на материалах вышедшей по благословению митрополита Гедеона (Докукина) книги «Преподобный Феодосий Кавказский», «вместе с ним жили несколько монахинь из монастыря и две девочки — подростки. Именно эти девочки, Анна и Любовь, находились около Феодосия в течение тридцати лет, а позже свидетельствовали о нём потомкам, оставив рукописи о его удивительном житии».
Сергей Шумило описывает Феодосия в этот период как старца всероссийского масштаба: «К источнику живой воды, исходящей из уст Феодосия, потянулись жаждущие и ищущие пути ко спасению, ищущие наставлений и утешений в слове Божием. Он принимал до пятисот человек в день: с Кавказа, Кубани, Сибири, Украины, Белоруссии, России, со всеми беседовал на их родном языке».
Старец создал странноприимный дом и школу для детей из окрестных мест, обучал грамоте, учил читать, писать и молиться.

### Арест и ссылка
В марте 1927 года, за две недели до Пасхи, отца Феодосия арестовали и доставили в Новороссийск. Следователи ОГПУ пытались вменить ему статьи УК, связанные с бытовыми преступлениями, однако в январе 1929 года он был осуждён по ст. 58-10 (антисоветская агитация и пропаганда). Особым Совещанием при ОГПУ Кашин Ф. Ф. был приговорён к трём годам тюремного заключения. Вероятное место его заключения Соловецкий лагерь. Из концлагеря исповедника этапировали в Караганду Казахской ССР, заменив остаток срока заключения ссылкой. Упоминается, что Феодосий уже ждал тех, кто придут его арестовывать, предупреждал об этом своих духовных чад — монахинь.
Прокуратурой Краснодарского края 18 октября 1991 года дело в отношении Кашина Фёдора Фёдоровича прекращено за отсутствием в его действиях состава преступления и он был реабилитирован.
Когда отец Феодосий был отправлен в Караганду, к нему приехала духовная дочь Любовь. Увидев её, батюшка обрадовался, как ребёнок. «Он был совсем заброшен, маленький, худенький» — вспоминает Любовь. Она поселилась вблизи места, где жил старец и служила ему на протяжении шести лет.

### В Минеральных Водах
В 1931 году о. Феодосий вместе с Любой приехали в Минводы, где по его благословению поселились его духовные чада — монахиня Тавифа и Наталия, которые ожидая возвращения батюшки, приобрели небольшой дом.
Не признал «Декларацию» митрополита Сергия (Страгородского). В приобретённом доме он создал тайный домовый храм, где совершал богослужения до своей кончины в 1948 году. После его смерти руководство общиной перешло к схимонахине Варваре (Моза) и схимонаху Епифанию (Чернову).
По возвращении в Минводы принял на себя подвиг юродства. Ночью в своём храме он был строгим священником, сосредоточенным молитвенником и проповедником, а днём ходил по улицам, одетый в цветную рубашку, играл с детьми, которые называли его дедушкой Кузюкой. Вероятно, это было единственно верное решение, учитывая то страшное время и положение, в котором оказался преподобный. Юродство помогло бывшему осуждённому по «расстрельной» статье избежать нового ареста.
При его подвиге юродства он владел несколькими иностранными языками, включая греческий, наизусть знал Святое Евангелие, иногда подолгу его цитировал.
За год до начала Великой Отечественной войны старец сказал: «Будет война такая страшная, как Страшный Суд. Люди будут гибнуть, как пепел. Разнесёт их ветер, и признаку не останется. А кто будет призывать Бога, того Господь спасёт от бедствий». Утверждается, что во время войны отец Феодосий был одним из самых ревностных молитвенников о победе России, постоянно молясь о здравии защитников Родины и о упокоении погибших воинов.
Вскоре после того как фашисты подступили к Минводам, преподобный подбежал к детскому саду и позвал гулявшим во дворе детям: «Гулю-гулю, за мной деточки! Бегите за мной!» Дети побежали за хорошо знакомым дедушкой Кузюкой, воспитатели — за детьми. В это время снаряд попал в здание детского сада и разрушил его. Но никто не погиб — всех вывел прозорливый старец.
Известно несколько случаев, когда дедушка Кузюка в последний момент спасал от смерти людей, желавших в тяжёлое послевоенное время от отчаяния покончить жизнь самоубийством.
Известны имена целого ряда духовных чад различного возраста и социального положения, которых он постриг как тайных монахов. Так, действующего военкома Кавказских Минеральных Вод полковника Григория Петровича Гончаренко отец Феодосий постриг в мантию с именем Михаил.
Последние месяцы жизни по немощи большую часть дня проводил в постели. Он был крайне немногословен, учил всех послушниц Иисусовой молитве, и сам творил её непрестанно.
Советовал духовным чадам чаще читать Откровение Иоанна Богослова: «Тогда страх Божий у вас будет». «Ближних же своих спасайте, сколь можете — тех, кто еще слышать может. Не гнушайтесь ни старым, ни малым, — даже капля святости, пролитая в душу ближнего, даст вам воздаяние», — напутствовал всех преподобный Феодосий.
Так как Феодосия Кавказского почитают и в РПЦ, и в ИПЦ, изложения некоторых фрагментов его жития имеют разночтения в зависимости от религиозной позиции рассказчиков. Характерен один из последних эпизодов из его жизни. В изданном по благословению митр. Гедеона (РПЦ) «Житии» он описывается так:

Незадолго до кончины старец попросил, чтобы его отвезли в церковь Покрова Божией Матери в Минводах. Его укутали и привезли в дневное время, когда в храме не шло богослужение. По свидетельству духовных чад в храме отец Феодосий преобразился — «его лицо воссияло неземным светом». Несколько часов подряд батюшка молился о укреплении и сохранении Русской Православной Церкви.— 
А архиепископ РИПЦ Лазарь (Журбенко), также духовный сын о. Феодосия, излагает его иначе:

В последний год жизни старца Феодосия пригласили в легальную сергианскую Покровскую церковь посмотреть, как там все устроили. Стояла зима, старец был слаб, но после настоятельных просьб некоторых чад пошёл, зачем-то взяв с собою саночки. Около храма на глазах у всех он как бы специально поскользнулся и сильно разбился — на его же саночках старца Феодосия отвезли домой. Не было воли Божьей на посещение сергианского храма… Юродивый это всем отчетливо ещё раз показал.— 
Отец Феодосий говорил перед смертью: «Кто меня будет призывать, с тем всегда рядом буду». Накануне своего ухода он изрёк: «Через три дня конец света». Спустя три дня, 8 августа 1948 года преподобный мирно отошёл ко Господу.
Житель Минеральных Вод С. Г. Дидик, принимавший участие в погребении Феодосия, вспоминает: «После смерти отца Феодосия отпевали — Николай, что из Грозного, другие священники. Народу было — не пройти, не проехать. Пели так, что все дрожало. Гроб я нёс — легкий такой, ведь дедушка маленький был. На похоронах столько калек было. Мы идем, а они под гроб падают… Крестик у него был золотой, на веревочке. Когда гроб забивал — смотрю, крестик у дедушки светится. Лежал он, как живой, сухенький такой. После его смерти Наташа с Любой, те, что с ним жили, до конца дней своих ходили в церковь».

## Почитание и вопрос о канонизации
В 1962 году в период хрущёвских гонений на Церковь большая группа верующих из города Минеральные Воды и окрестностей обратилась к протоиерею Александру Докукину (будущему митрополиту Гедеону) с просьбой отслужить панихиду на могиле Феодосия. В эти годы священникам категорически запрещалось совершать общественные богослужения вне стен храма и даже находиться в облачении в общественных местах. Такой поступок грозил моментальным снятием священника с регистрации, без которой он не имел права совершать богослужения в конкретном регионе. Помимо протоиерея Александра Докукина, возглавившего панихиду, службу совершали ещё двое священников, в их числе иерей Илия Агеев (позже митрофорный протоиерей,+2017). Из воспоминаний протоиерея Илии Агеева: «Нас позвали на кладбище, но, придя туда, мы неожиданно для себя увидели много народа. Люди молились, кричали бесноватые. Начали служить, хотя было страшновато. Но, слава Богу, всё обошлось по молитвам старца». Протоиерей Илия Агеев, с юности чтивший память иеросхимонаха Феодосия, позже станет настоятелем вновь возведённого Покровского собора Минеральных Вод, в который будут перенесены мощи святого угодника. Величественный девятиглавый Покровский собор был построен за три года, что в экономических условиях 90-х годов воспринималось как настоящее чудо. «Сам старец Феодосий помогал строить этот храм».

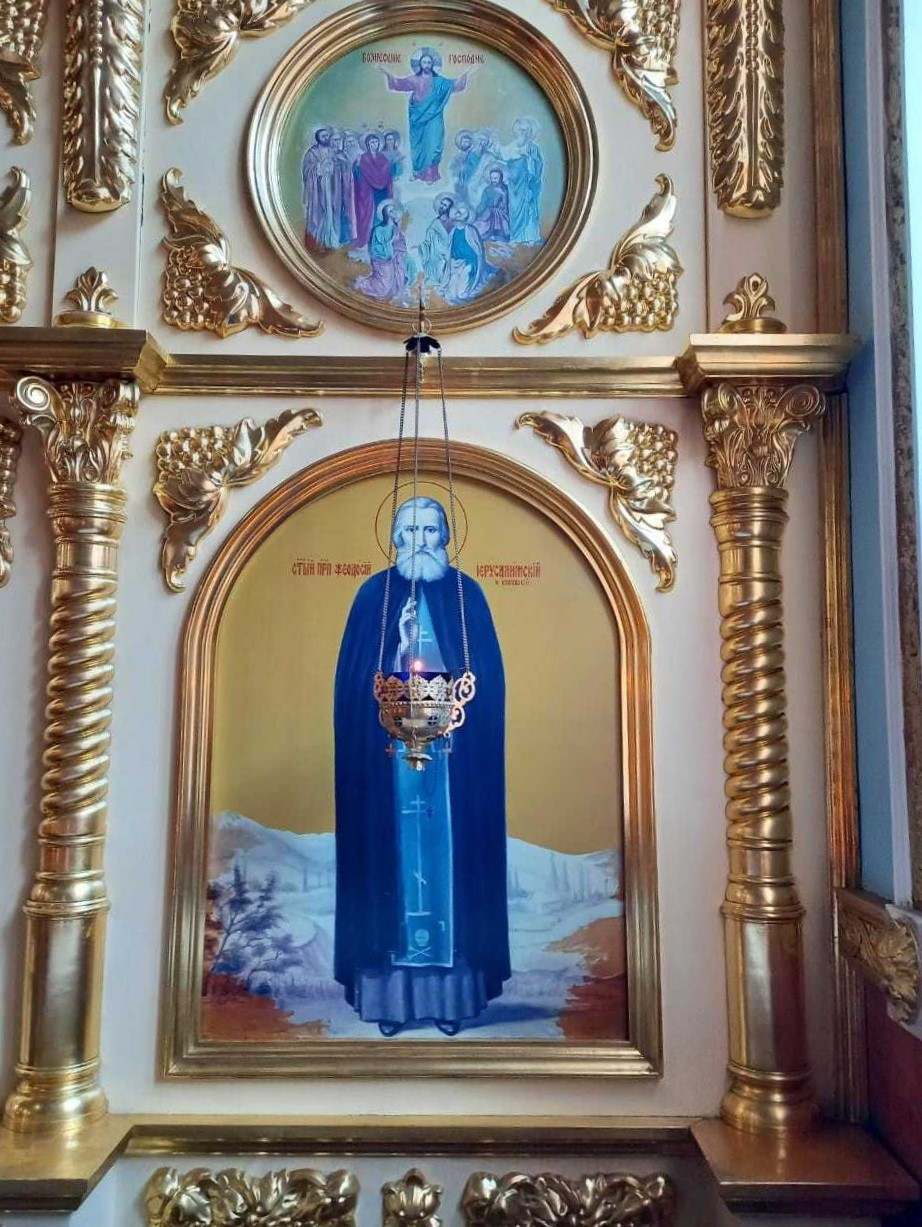
Икона преподобного Феодосия Кавказского в местном ряду иконостаса храма Покрова Пресвятой Богородицы г. Владикавказа

В декабре 1994 года в Ставропольском епархиальном управлении на епархиальном совете был поднят вопрос об изучении жизни иеросхимонаха Феодосия и о народном почитании его как угодника Божия. Этот вопрос возник в силу не прекращавшегося с момента кончины праведника народного почитания — место погребения Ф. Ф. Кашина на кладбище в посёлке Красный Узел вблизи Минеральных Вод, постоянно притягивало верующих. Свидетельством особого почитания является и надпись на табличке на могильном памятнике старца, сделанная в советский период: "Иеросхимонах Иерусалимский Феодосий ". Многие люди, страдающие тяжелыми заболеваниями, в том числе одержимостью, исцелялись на могиле старца.
В соответствии с православными канонами и древней церковной традицией правящий архиерей до решения архиерейского или поместного собора может на своей канонической территории архиерейским определением благословить местное почитание угодника Божьего. В истории христианской Церкви множество прецедентов, когда великие святые становились почитаемыми во всей Вселенской Церкви без соборных определений, лишь на основании благословения местных архиереев. Важнейшими критериями святости при прославлении являются прижизненные и посмертные чудеса, строгое следование подвижником святоотеческой традиции, а также народное почитание.
Комиссия по канонизации 5 раз отказывала канонизировать Феодосия, причиной этого было житие, наполненное двусмысленностями и несообразностями, в котором смешаны рассказы о нескольких людях; несмотря на отказ комиссии митрополит Гедеон самостоятельно провозгласил Феодосия Кавказского местночтимым святым.

### Обретение мощей преподобного Феодосия
11 апреля 1995 года, во вторник шестой седмицы Великого поста, в городе Минеральные Воды совершилось торжественное обретение честных останков исповедника. На кладбище присутствовали члены епархиальной Комиссии по канонизации во главе с председателем митрофорным протоиереем Павлом Рожковым, духовенство Минераловодского благочиния, представители администрации г. Минеральные Воды, Ставропольского краевого бюро судебно-медицинской экспертизы. Собор духовенства отслужил литию по окончании которой начался процесс вскрытия могилы, длившийся 4 часа. Всё это время священники поочерёдно служили панихиды с чтением заупокойного канона, а затем Святое Евангелие. В могилу спустился врач — судебно-медицинский эксперт, он засвидетельствовал наличие останков. Эксперт извлёк их и переложил в новый гроб. Когда подняли череп усопшего, на нём были обнаружены длинные волосы, борода и камилавка. Кроме того, извлекли небольшую икону, погребальный крест и записку к почившему старцу с просьбой помолиться о «рабах Божьих» с перечислением имён. Эта записка подтверждает данные о прижизненном почитании верующими старца Феодосия. Процесс эксгумации был подробно задокументирован, все этапы засняты на фотоплёнку, часть фотографий размещено в книге «Преподобный Феодосий Кавказский. Житие чудеса акафист».
По благословению митрополита Гедеона гроб с мощами старца Феодосия был установлен в храме Архангела Михаила в посёлке Красный Узел. К святым мощам тут же потянулся поток паломников из разных регионов страны.
25 апреля 1995 года во вторник Светлой седмицы митрополит Гедеон с сонмом духовенства совершил пасхальное богослужение в храме Архангела Михаила посёлка Красный Узел, по окончании которого состоялось местное прославление преподобноисповедника Феодосия. Глава Ставропольской митрополии прочёл молитву перед святыми мощами подвижника. Впервые было пропето величание. Митрополит Гедеон благословил местное почитание иеросхимонаха Феодосия как покровителя и молитвенника земли Кавказской. Празднование его памяти было установлено 8 августа по новому стилю в день блаженной кончины святого.
8 августа 1998 года, в пятидесятую годовщину кончины преподобного было совершено перенесение его останков из Михайло-Архангельского храма посёлка Красный Узел во вновь построенный Покровский собор г. Минеральные Воды. В крестном ходе и богослужениях приняло участие более семидесяти тысяч жителей города и паломников, прибывших со всего Кавказа, Москвы, Санкт-Петербурга, Сибири, ближнего и дальнего зарубежья. Во время крестного хода верующие непрерывно пели пасхальный канон и стихиры Пасхи. Протоиерей Геннадий Беловолов, настоятель храма св. апостола Иоанна Богослова (Санкт-Петербург) вспоминает: "Шествуя рядом с мощами, я иногда смотрел назад, и взору предстала величественная картина многотысячного народного крестного хода. За гробом с мощами Феодосия как-будто текла живая река…У подходивших под благословение спрашивал: " Откуда будете? — Петербург, Киев, Пермь, Ростов…И казалось, что я где-то видел эту картину…И вспомнились старые фотографии саровских торжеств 1903 года — прославление преподобного Серафима Саровского, крестный ход с его мощами…Об этом-то торжестве и сказал своё пророческое слово батюшка Серафим: «летом воспоете Пасху».
Писатель и публицист Валерий Филимонов: «В самые тяжёлые для христианства времена, когда враг рода человеческого с особой жестокостью и злобой вёл гонения на Церковь, Господь непременно посылал на помощь людям, ищущим спасения своих избранников — ревностных защитников и поборников Православия. Они озаряли мир светом Христовой веры самою своею жизнью… И по сей день отец Феодосий является многим людям и приводит их к вере и покаянию, спасает от неминучих бед, а порою и от верной смерти».
«Отрадно, что тысячи и тысячи верующих людей Кавказа и всей Руси Великой стремятся к могилке и святым мощам преподобного, имея живую веру в то, что они получат просимое предстательством и молитвами старца Феодосия — нашего Кавказского Угодника Божия!»

### Митрополит Ставропольский и Владикавказский Гедеон о Феодосии Кавказском

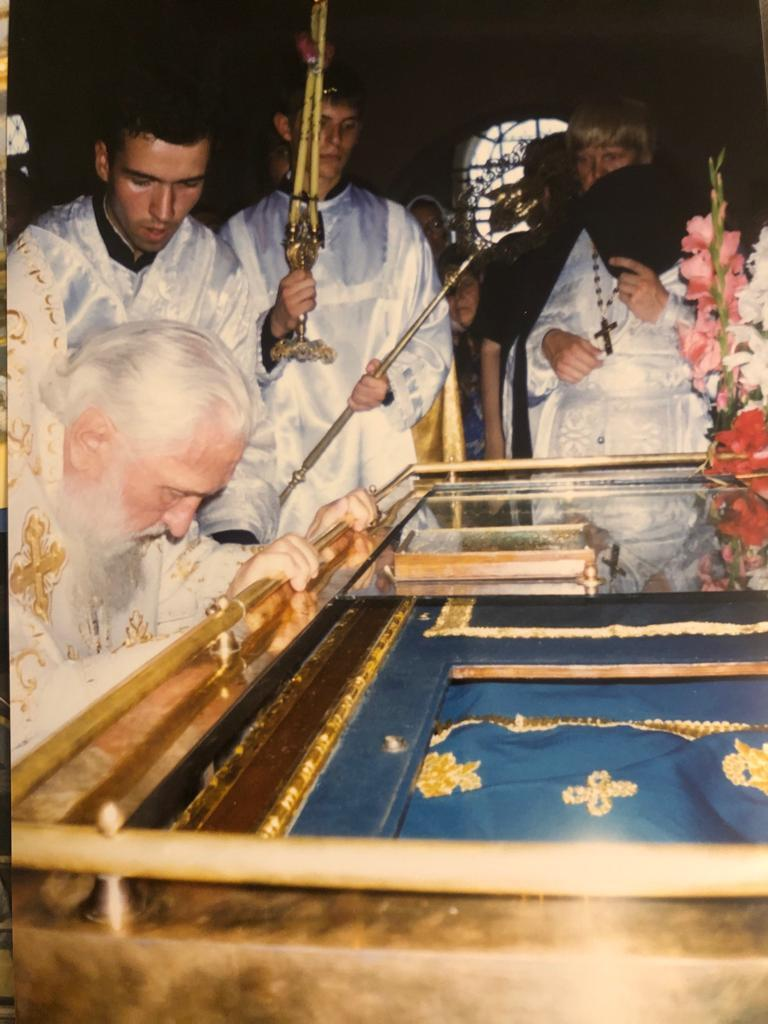
Митрополит Ставропольский и Владикавказский Гедеон совершает молебен перед мощами преподобного Феодосия Кавказского в день перенесения мощей святого в Покровский собор г. Минеральные Воды. 8 августа 1998 г.

«Днесь светло красуется священный Кавказ, радуется и вся земля Русская… Господь даровал это великое утешение ныне в пятидесятую годовщину преставления угодника Божия, среди печалей и скорбей века сего, чтобы мы не унывали, ибо в преподобном Феодосии многострадальный Кавказ за свои горькие слёзы и воздыхания обрёл молитвенника, дивного во святых: родного нашей земле и здесь живущим народам…Старец Феодосий был, есть и будет покровителем живущих здесь народов» (из проповеди в день перенесения мощей преп. Феодосия, 8 августа 1998 г.)
Люди, страдающие от неизлечимых недугов, страждущие от духов нечистых, — все получают помощь от многоцелебных мощей и священных реликвий этого удивительного святого. Мне тоже довелось ощутить на себе силу молитв преподобного. После того как я перенёс его мощи в величественный собор Покрова Божией Матери, в моё сердце вошла гордость. Тогда меня посетил Господь — я захворал, сильно поднялся сахар, пришлось лечь в больницу. С собой я взял масло от лампады, горящей над мощами святого Феодосия, и стал помазывать себя — руки, ноги, чело. В палате врач застал меня за этим занятием: «А что Вы делаете?» Объясняю ему: «Помогаю врачам». Буквально в ближайшие дни уровень сахара в крови восстановился, и общее состояние полностью нормализовалось.
«В начале 60-х годов ко мне, тогда ещё молодому священнику, настоятелю Покровского храма города Минеральные Воды, приходили очень многие люди, чтущие память старца — вспоминает Митрополит Гедеон. — Они рассказывали мне об исцелениях по его молитвам, о чудесных явлениях на его могиле… А в августе 1962 г. мне удалось по просьбе верующих с причтом (священник И. Агеев, ныне покойный протодиакон А. Адрианов, регент Г. Рывюк и другими) отслужить первую общественную панихиду на могилочке старца Феодосия… Я видел, как вместе с русскими молились на могилке старца и мусульмане. Были здесь люди всех возрастов…интеллигенция, военные, студенты… Они все молились, прикладывались ко кресту, везли во все концы страны освящённую здесь воду, брали с могилки земельку… эта панихида стала для всех первым зримым чудом: несмотря на присутствие „соглядатаев“, Господь помиловал меня, моих сослужителей и мирян, по молитвам старца Феодосия, защитил от наказания, которое неминуемо могло последовать по приказу тогдашнего краевого уполномоченного по делам религий Нарыжного.»(Слово митрополита Ставропольского и Владикавказского Гедеона, 18 декабря 1994 г из предисловия к Житию преп. Федосия Кавказского).
Народное почитание Феодосия Кавказского распространилось далеко за пределы Северного Кавказа. На его могилку и в храм к мощам ежегодно прибывают тысячи паломников из разных регионов страны. Иконы преподобного можно встретить в храмах многих епархий РПЦ в России и за рубежом.
Ежегодно 8 августа в Минеральных Водах (Пятигорская епархия) отмечается память Феодосия Кавказского, проводятся богослужения. В этот день в Минеральные Воды прибывает большое число паломников со всего Северного Кавказа и других регионов России, а также ближнего зарубежья. Почитание Феодосия Кавказского распространено во Владикавказской епархии. В Георгиевской епархии в селе Кара-Тюбе есть храм (временный), посвящённый Феодосию Кавказскому.
Архиепископ Краснодарский и Кубанский Исидор (Кириченко) на территории Пустыни Феодосия Кавказского совершил закладку храма в честь иконы Божией Матери «Живоносный источник». В 2011 году храм был построен.
Имя Феодосия Кавказского носит улица в посёлке Горячеводский города Пятигорск.
27 октября 2008 года канонизирован собором РИПЦ в числе «святых Отцов-Исповедников Русской Церкви Катакомбной».